# حبيب الرحمن الشيرازي
حبيب الرحمن الشيرازي، ولد 30 سبتمبر 1976م في سمارانغ في جاوة الوسطى، هو روائي إندونيسي. خريج جامعة الأزهر، القاهرة، مصر معروف أيضًا كمخرج، واعظ، شاعر، كاتب، زعيم بيسنترين، ومتحدث. أعماله مطلوبة بشدة ليس فقط في إندونيسيا، ولكن أيضًا في دول أجنبية مثل ماليزيا وسنغافورة وبروناي وهونج كونج وتايوان وأستراليا والجالية المسلمة في الولايات المتحدة . تعتبر أعماله الخيالية قادرة على بناء النفوس وتعزيز الحماس للقراء. 

## أعماله
من بين أعماله التي كانت متداولة في السوق 
- آيات آيات شينتا/آيات الحب (تم إنتاج النسخة السينمائية في 2004)
- دي أتاس سجاده شينتا/الحب فوق سجادة الصلاة (تم تصويره كمسلسل في 2004)
- كتيكا شينتا بيربوا سورجا/عندما يثمر الحب الجنة (2005)
- بودارنيا بسونا كليوباترا/سحر كليوباترا يتلاشى (2005)
- كتيكا شينتا بيرتسبيح/عندما يُمجد الحب (2007)
- كتيكا شينتا بيرتسبيح 2/عندما يُمجد الحب 2 ( 2 ديسمبر 2007)
- ديلام محراب شينتا/في محراب الحب (2007)
- غاديس كوتا جرش/فتاة مدينة جرش (2009)
- بومي شينتا/أرض الحب، (2010).
- لانجيت مكه بيروانا ميراه /سماء مكة باللون الأحمر
- بيداداري برماتا بينينغ/ ملائكة العينين
- بولام مادو دي يورشاليم/شهر عسل في القدس
- آبي توحيد/نار التوحيد
- آيات آيات شينتا 2/آيات الحب 2.

## روابط خارجية
- حبيب الرحمن الشيرازي على موقع IMDb (الإنجليزية)